# Forest and Dove
Forest and Dove (1927) é um quadro do pintor surrealista, Max Ernst. Mostra uma cena nocturna de uma floresta com árvores bizarras e abstractas. No meio da floresta encontra-se a representação de uma pomba como feita por uma criança.
Quer a floresta quer a pomba aparecem várias vezes nos trabalhos de Ernst. De acordo com uma análise da Tate Gallery, em Londres, a imagem da floresta representa a floresta que existia perto da casa de infância do autor, que lhe inspiraria um sentimento de encantamento e terror. A mesma análise indica que a pomba representa o autor.
Este quadro tem uma textura e aparência tridimensional fortes. Isto é devido a uma técnica denominada grattage. Esta ténica foi inventada por Ernst e pelo pintor surrealista Joan Miró.

## Fonte
- «Tate Gallery»